# Agrilus frosti
Agrilus frosti är en skalbaggsart som beskrevs av Knull 1920. Agrilus frosti ingår i släktet Agrilus och familjen praktbaggar. Inga underarter finns listade i Catalogue of Life.